# Akoya

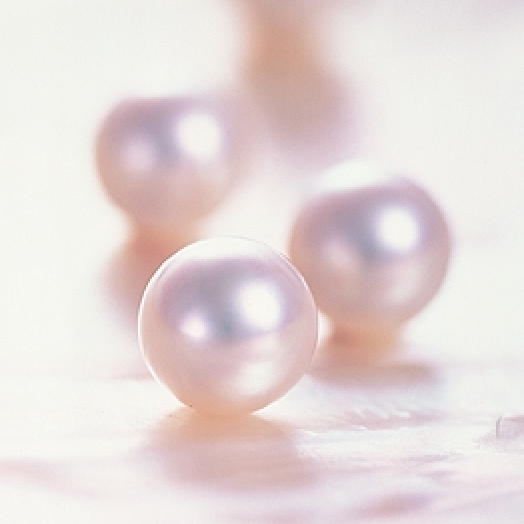
Культивированный жемчуг

Акоя — искусственно выращенный жемчуг, производящийся в основном в Японии и Китае в морских моллюсках Pinctada fucata.

## Выращивание морского культивированного жемчуга

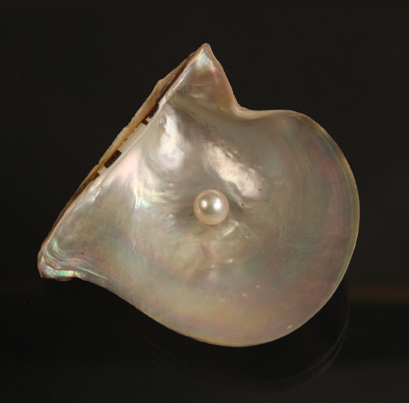
Раковина Pinctada

Жемчуг акоя выращивается в двустворчатых моллюсках, относящихся к роду Pinctada, японское название которых акоя-кай. Отсюда и произошло название данного жемчуга.
Данные моллюски достигают размера 7—8 см, размер их жемчужин — от 6 до 8 мм. Жемчужины более крупных размеров встречаются значительно реже. Большую часть производимого жемчуга собирают на островах Хонсю и Кюсю. Наиболее известным и одним из самых старейших мест культивации жемчуга является бухта Аго.
Сам процесс выращивания обычно длится 1,5—4 года.

## Характеристики жемчуга Акоя
Жемчуг акоя с качественными характеристиками называется Hanadama («цветочная жемчужина») и относится к классу ААА и АА. Жемчуг класса А и В составляет примерно 30—40 % от общего.
Жемчужины акоя имеют размер 6—8 мм, редко достигая 9—10 мм.
Основные цвета акоя: перламутрово-белый, светло-кремовый и перламутрово-розовый. Иногда встречаются жемчужины серебристого и серебристо-зеленоватого оттенков.
Форма жемчужин может быть разной. Идеальной считается сферическая форма.